# Wolfgang Siewert
Wolfgang Siewert (* 30. November 1959) ist ein deutscher Jurist. Er ist seit dem 4. September 2014 Präsident des Landessozialgerichts Hamburg.

## Leben und Wirken
Siewert war zunächst seit 1988 in der bayerischen Justiz tätig, bevor er 1990 in den Justizdienst der Freien und Hansestadt Hamburg eintrat. Er war dort zunächst  als Straf- und Zivilrichter bei den Amtsgerichten Wandsbek und Hamburg tätig und erfüllte Aufgaben im Justizprüfungsamt. Von 1998 bis 2002 war er als Richter am Finanzgericht Hamburg eingesetzt. Im Jahr 2002 wechselte er in die Hamburger Verwaltung und nahm zunächst seine Tätigkeit als Leiter des Amtes für Allgemeine Verwaltung der Justizbehörde, später als Leiter des Justizverwaltungsamtes auf. Bevor er seine Ernennung zum Präsidenten des Landessozialgerichts Hamburg erhielt, war er zuletzt Leiter des Zentralamtes der Behörde für Justiz und Gleichstellung.
Siewert engagiert sich in der Fortbildung junger Juristinnen und Juristen sowie in der deutsch-ukrainischen Vereinigung von Richtern, Rechtsanwälten und Rechtswissenschaftlern. 
Siewert ist Mitkommentator eines Großkommentars zum Einkommensteuerrecht.